# Dannhauser (gmina)
Dannhauser – gmina w Republice Południowej Afryki, w prowincji KwaZulu-Natal, w dystrykcie Amajuba. Siedzibą administracyjną gminy jest Dannhauser.